# Ian Thorpe
Ian James Thorpe (* 13. Oktober 1982 in Sydney) ist ein ehemaliger Schwimmsportler und der bis dato erfolgreichste australische Athlet. Seit den Olympischen Spielen 2000 in Sydney gehörte er zur Spitze im internationalen Schwimmsport. Neben dem Gewinn von fünf Goldmedaillen bei Olympischen Spielen stellte er 13 Weltrekorde auf. Am 21. November 2006 trat Thorpe vom professionellen Schwimmsport zurück. Er kündigte am 2. Februar 2011 auf einer Pressekonferenz sein Comeback mit der beabsichtigten Teilnahme an den Olympischen Spielen 2012 an. Jedoch scheiterte er in der nationalen Qualifikation.

## Werdegang
Ian wurde 1982 als zweites Kind seiner Eltern Ken und Margaret Thorpe geboren. Mit acht Jahren entdeckte er durch seine drei Jahre ältere Schwester Christina die Leidenschaft für das Schwimmen. Aufgrund einer Chlorallergie, die es Thorpe nicht ermöglichte, wie die anderen Kinder mit dem Kopf unter Wasser zu bleiben, war er in jungen Jahren bereits gezwungen, mit dem Kopf über Wasser zu schwimmen. Mit zwölf Jahren wechselte er sowohl den Trainer als auch das Schwimmbecken. Die Trainingsverhältnisse änderten sich grundlegend: Er trainierte seitdem zweimal täglich, sechs Tage die Woche.
Mit 13 Jahren wurde er bei den National Junior Championships erfolgreichster Teilnehmer seines Jahrgangs und gewann alle Disziplinen bis zur 200-Meter-Distanz. In den folgenden Jahren brach Thorpe sämtliche National- und Staatsrekorde und gewann zehn Goldmedaillen bei den New-South-Wales-Kurzbahnmeisterschaften.
1997 wurde Ian Thorpe für die Pan Pacific Championships in Fukuoka ausgewählt und wurde Aktiver der australischen Nationalmannschaft. 1999 nahm er bei den Pan Pacific Championships einen 25.000-Dollar-Scheck für den ersten geschwommenen Weltrekord in dem Becken des Schwimmbades entgegen.
Im Alter von 15 Jahren wurde er bereits zweifacher Weltmeister. Das aber wohl wichtigste Ereignis für ihn stand zu diesem Zeitpunkt noch bevor. Es waren die Olympischen Spiele 2000 in Sydney, seiner Heimatstadt.
Ian Thorpe war zwar schon Sieger der Commonwealth Games und Pan Pacific Championships, ihm fehlte jedoch noch ein Titel bei Olympia. Trotz des enormen Erfolgsdrucks eröffnete er die Spiele am ersten Tag mit einem Sieg für die Australier über 400 m Freistil und einem neuen Weltrekord in der Zeit von 3:40,59 Minuten. Außerdem verhalf er Australien in der 4 × 100-m-Freistilstaffel zum Sieg gegen die USA. Er beendete die Spiele mit drei Gold- und zwei Silbermedaillen. Aufgrund seiner herausragenden Leistungen wurde ihm die Ehre zuteil, die australische Nationalflagge bei der Schlusszeremonie zu tragen.
Nach Sydney folgten weitere Erfolge bei den Schwimmweltmeisterschaften 2001 in Fukuoka und 2003 in Barcelona. Darunter neun Weltmeistertitel.
Im Vorfeld der Olympischen Spiele 2004 kam es zu einem Desaster für Thorpe. Als er am 27. März 2004 bei den australischen Trials beim Start über 400 m Freistil einen unglücklichen Fehlstart produzierte, schien es keine Möglichkeit mehr für ihn zu geben, bei den Olympischen Spielen in Athen zu starten und seinen Titel zu verteidigen. Ein Fehlstart bedeutet die sofortige Disqualifikation, und das internationale Reglement lässt keine weiteren Startversuche für Fehlstarter zu. Die nationalen Trials sind für alle australischen Schwimmer verbindlich, um sich für die Olympischen Spiele zu qualifizieren. Sein australischer Schwimmkollege Craig Stevens verzichtete daraufhin zu Gunsten seines Freundes auf seinen Start über 400 m Freistil in Athen. Diese Chance nutzte Thorpe, er wurde Olympiasieger und konnte sogar das „Rennen des Jahrhunderts“ über 200 m Freistil gegen Pieter van den Hoogenband und Michael Phelps für sich entscheiden.
Nach den für ihn erfolgreichen Spielen von Athen legte Thorpe eine Pause ein. Sein anschließendes Comeback war von Problemen (Erkrankungen, Verletzungen und Motivationsschwierigkeiten) gekennzeichnet. Am 21. November 2006 gab Ian Thorpe im Alter von 24 Jahren in Sydney das Ende seiner aktiven Schwimmkarriere bekannt. Ausschlaggebend für die Entscheidung war, dass er aufgrund einer Verletzung zuvor nicht an den Trials für die nächsten Schwimmweltmeisterschaften teilnehmen konnte. Im Vorfeld berichteten australische Medien jedoch auch über Thorpes angebliches Übergewicht und Trainingsrückstand. Thorpe gab zu, dass der Schwimmsport zuletzt nicht mehr oberste Priorität für ihn gehabt hätte.
Thorpe war in seiner Karriere vier Mal Weltschwimmer des Jahres und sechs Mal Pazifischer Schwimmer des Jahres. Er ist Athletenbotschafter der Entwicklungshilfeorganisation Right to Play. Seit September 2008 studiert Thorpe an der Macquarie University.
Ein Comebackversuch für die Olympischen Spiele 2012 scheiterte. In diesem Jahr machte er auch öffentlich, dass er an Depressionen leidet. Im Juli 2014 outete sich Thorpe als homosexuell.

### Dopingverdacht
Ende März 2007 kam der ehemalige Superstar unter schweren Dopingverdacht. Laut einem Bericht der französischen Sporttageszeitung L’Équipe wurden bei ihm im Mai 2006 bei einem Trainingstest erhöhte Werte von Testosteron und Wachstumshormonen festgestellt. Thorpe bestritt alle Vorwürfe. Der Weltverband FINA rief den Internationalen Sportgerichtshof CAS in Lausanne an, um den Fall weiterzuverfolgen. Am 31. August 2007 wurde Thorpe von der australischen Anti-Doping-Agentur ASADA von jeglichem Dopingverdacht freigesprochen.

### Rekorde
Am 26. Juli 2009 nahm Paul Biedermann Ian Thorpe mit dem Weltrekord über 400 Meter Freistil seinen letzten noch gültigen Weltrekord ab.

### Persönliche Bestzeiten
| Langbahn            | Langbahn     | Langbahn           | Langbahn     |
| ------------------- | ------------ | ------------------ | ------------ |
| 100 m Freistil      | 48,56 s      | 18. August 2004    | Athen        |
| 200 m Freistil      | 1:44,06 min* | 25. Juli 2001      | Fukuoka      |
| 400 m Freistil      | 3:40,08 min* | 30. Juli 2002      | Manchester   |
| 800 m Freistil      | 7:39,16 min* | 24. Juli 2001      | Fukuoka      |
| 100 m Rücken        | 55,38 s      | 30. Juli 2002      | Manchester   |
| 100 m Schmetterling | 55,66 s      | 12. Juni 2001      | Monte Carlo  |
| 200 m Schmetterling | 2:00,28 min  | 11. September 1998 | Kuala Lumpur |
| 200 m Lagen         | 1:59,66 min  | 25. Juli 2003      | Barcelona    |
| 400 m Lagen         | 4:26,42 min  | 10. August 1997    | Fukuoka      |
| Kurzbahn            |              |                    |              |
| 50 m Freistil       | 22,24 s      | 6. Dezember 2002   | Melbourne    |
| 100 m Freistil      | 47,82 s      | 25. Januar 2003    | Berlin       |
| 200 m Freistil      | 1:41,10 min* | 6. Februar 2000    | Berlin       |
| 400 m Freistil      | 3:34,63 min  | 21. Januar 2003    | Stockholm    |
| 50 m Rücken         | 24,80 s      | 18. Juli 2002      | Sydney       |
| 200 m Lagen         | 1:56,00 min  | 22. Januar 2003    | Stockholm    |

* zum Zeitpunkt der Entstehung offizieller Weltrekord